# Цешув (Нижньосілезьке воєводство)
Цешув (пол. Cieszów) — село в Польщі, у гміні Старі Боґачовиці Валбжиського повіту Нижньосілезького воєводства.
Населення — 237 осіб (2011).
У 1975-1998 роках село належало до Валбжиського воєводства.

## Демографія
Демографічна структура станом на 31 березня 2011 року:
|          | Загалом | Допрацездатний вік | Працездатний вік | Постпрацездатний вік |
| -------- | ------- | ------------------ | ---------------- | -------------------- |
| Чоловіки | 111     | 20                 | 82               | 9                    |
| Жінки    | 126     | 28                 | 74               | 24                   |
| Разом    | 237     | 48                 | 156              | 33                   |